# Cup of Russia 2010
Cup of Russia 2010 – piąte w kolejności zawody łyżwiarstwa figurowego z cyklu Grand Prix 2010/2011. Zawody rozgrywano od 18 do 21 listopada 2010 roku w hali Megasport Arena w Moskwie.
Zwycięzcą wśród solistów został Czech Tomáš Verner. W rywalizacji solistek triumfowała Japonka Miki Andō. Wśród par sportowych złoto zdobyła para rosyjska Yūko Kawaguchi i Aleksandr Smirnow, natomiast wśród par tanecznych zwyciężyli ich rodacy Jekatierina Bobrowa i Dmitrij Sołowjow.

## Wyniki

### Soliści

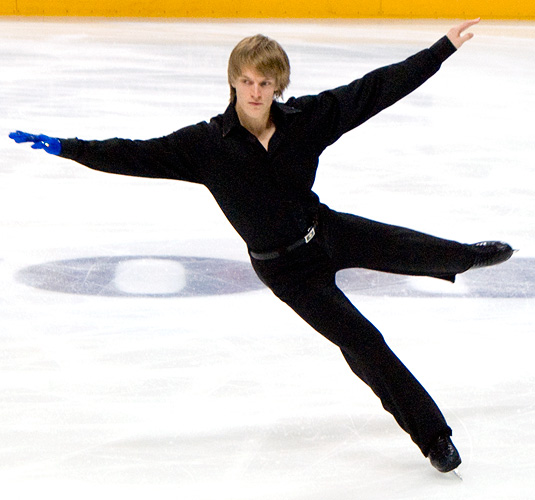
Zwycięzca wśród solistów Tomáš Verner (CZE)

| Poz. | Zawodnik            | Nota łączna | SP | SP    | FS | FS     |
| ---- | ------------------- | ----------- | -- | ----- | -- | ------ |
| 1    | Tomáš Verner        | 230,31      | 3  | 74,10 | 1  | 156,21 |
| 2    | Patrick Chan        | 227,21      | 1  | 81,96 | 2  | 145,25 |
| 3    | Jeremy Abbott       | 217,21      | 2  | 77,61 | 4  | 139,60 |
| 4    | Samuel Contesti     | 207,30      | 9  | 65,69 | 3  | 141,61 |
| 5    | Alban Préaubert     | 204,68      | 5  | 70,50 | 5  | 134,18 |
| 6    | Artur Gaczinski     | 202,94      | 4  | 72,41 | 7  | 130,53 |
| 7    | Yuzuru Hanyū        | 202,66      | 6  | 70,24 | 6  | 132,42 |
| 8    | Iwan Trietjakow     | 189,85      | 10 | 65,61 | 8  | 124,24 |
| 9    | Javier Fernández    | 184,06      | 8  | 66,46 | 10 | 117,60 |
| 10   | Konstantin Mieńszow | 181,15      | 7  | 67,34 | 12 | 113,81 |
| 11   | Tatsuki Machida     | 177,01      | 12 | 56,37 | 9  | 120,64 |
| 12   | Anton Kowałewski    | 175,54      | 11 | 60,05 | 11 | 115,49 |

### Solistki
| Poz. | Zawodniczka       | Nota łączna | SP | SP    | FS | FS     |
| ---- | ----------------- | ----------- | -- | ----- | -- | ------ |
| 1    | Miki Andō         | 174,47      | 5  | 54,00 | 1  | 120,47 |
| 2    | Akiko Suzuki      | 172,74      | 1  | 57,43 | 2  | 115,31 |
| 3    | Ashley Wagner     | 167,02      | 3  | 56,17 | 3  | 110,85 |
| 4    | Agnes Zawadzki    | 153,78      | 2  | 56,84 | 8  | 96,94  |
| 5    | Valentina Marchei | 153,71      | 6  | 53,61 | 4  | 100,10 |
| 6    | Sofja Biriukowa   | 153,05      | 4  | 54,99 | 5  | 98,06  |
| 7    | Ksienija Makarowa | 150,45      | 8  | 52,93 | 6  | 97,52  |
| 8    | Myriane Samson    | 144,32      | 7  | 53,26 | 9  | 91,06  |
| 9    | Alona Leonowa     | 144,06      | 9  | 46,61 | 7  | 97,45  |
| 10   | Jelena Glebowa    | 131,20      | 10 | 45,78 | 10 | 85,42  |

### Pary sportowe

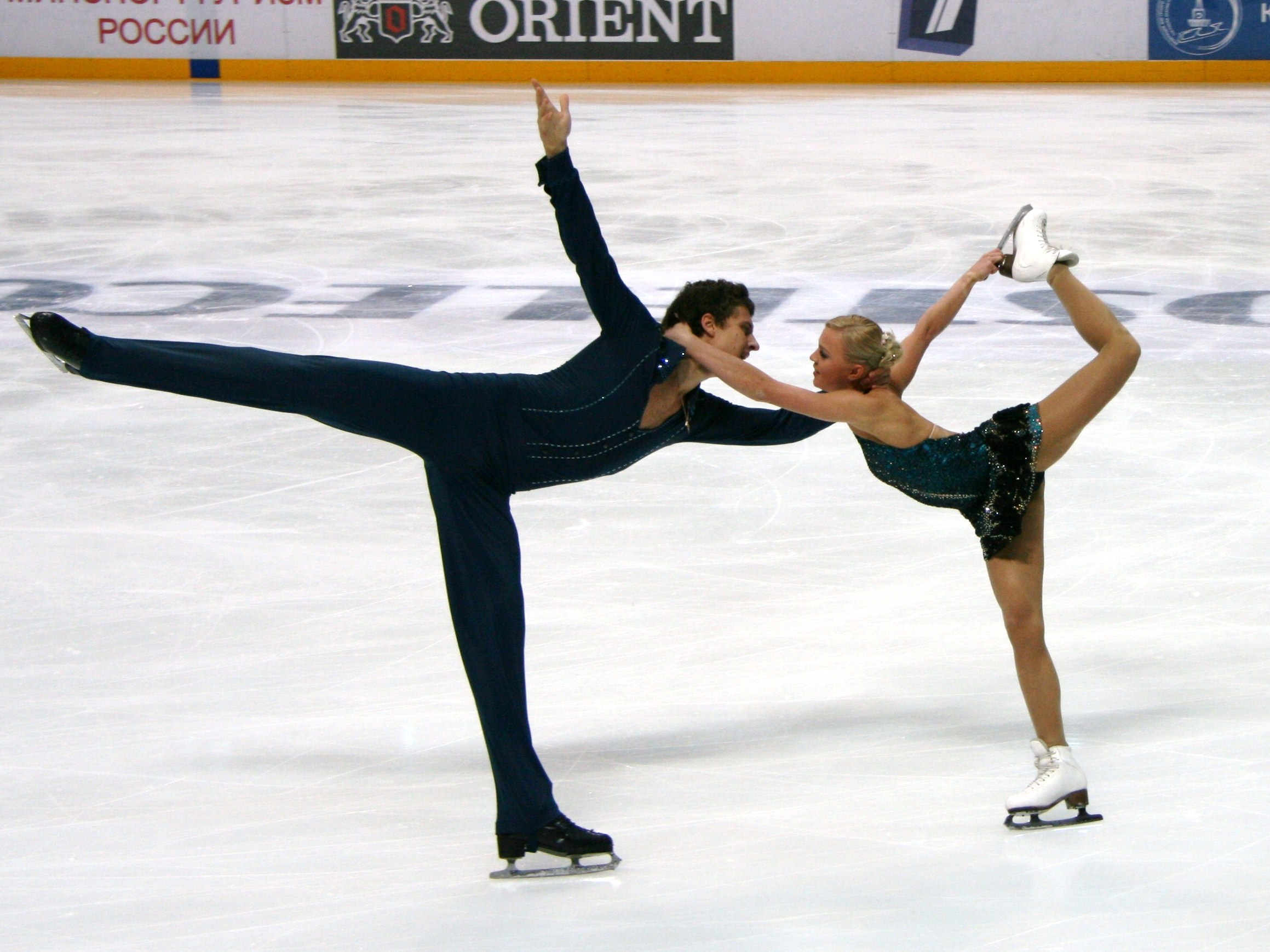
Para sportowa Katarina Gierboldt / Aleksandr Enbiert (RUS) w programie dowolnym (4. miejsce)

| Poz. | Zawodnicy                              | Nota łączna | SP | SP    | FS | FS     |
| ---- | -------------------------------------- | ----------- | -- | ----- | -- | ------ |
| 1    | Yūko Kawaguchi / Aleksandr Smirnow     | 182,70      | 1  | 61,91 | 1  | 120,79 |
| 2    | Narumi Takahashi / Mervin Tran         | 165,47      | 2  | 55,90 | 3  | 109,57 |
| 3    | Amanda Evora / Mark Ladwig             | 162,85      | 4  | 52,58 | 2  | 110,27 |
| 4    | Katarina Gierboldt / Aleksandr Enbiert | 160,42      | 3  | 53,62 | 4  | 106,80 |
| 5    | Paige Lawrence / Rudi Swiegers         | 154,67      | 5  | 51,67 | 5  | 103,00 |
| 6    | Stefania Berton / Ondřej Hotárek       | 150,85      | 7  | 49,78 | 6  | 101,07 |
| 7    | Britney Simpson / Nathan Miller        | 145,78      | 6  | 50,28 | 7  | 95,50  |
| 8    | Tatjana Nowik / Michaił Kuzniecow      | 136,85      | 8  | 45,48 | 8  | 91,37  |

### Pary taneczne

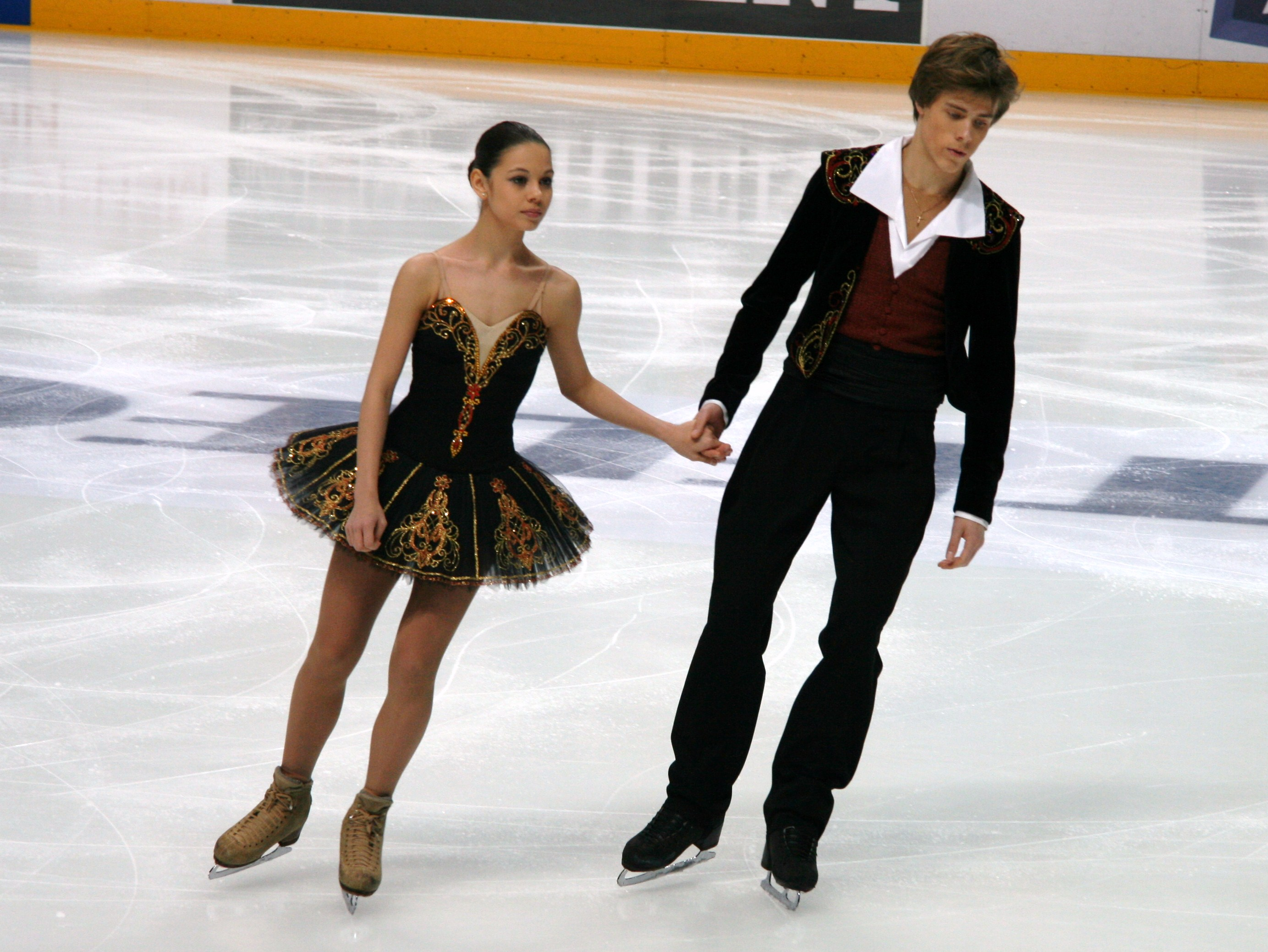
Zdobywcy 3. miejsca w parach tanecznych Jelena Iljinych / Nikita Kacałapow (RUS)

| Poz. | Zawodnicy                              | Nota łączna | SD | SD    | FD  | FD    |
| ---- | -------------------------------------- | ----------- | -- | ----- | --- | ----- |
| 1    | Jekatierina Bobrowa / Dmitrij Sołowjow | 154,33      | 1  | 60,80 | 1   | 93,53 |
| 2    | Nóra Hoffmann / Maxim Zavozin          | 142,09      | 3  | 57,24 | 3   | 84,85 |
| 3    | Jelena Iljinych / Nikita Kacałapow     | 134,79      | 6  | 49,14 | 2   | 85,65 |
| 4    | Kristina Gorszkowa / Witalij Butikow   | 127,47      | 4  | 51,97 | 4   | 75,50 |
| 5    | Lucie Myslivečková / Matěj Novák       | 123,70      | 7  | 48,45 | 5   | 75,25 |
| WD   | Federica Faiella / Massimo Scali       | DNF         | 2  | 57,65 | DNF | DNF   |
| WD   | Madison Hubbell / Keiffer Hubbell      | DNF         | 5  | 50,59 | DNF | DNF   |
| WD   | Alexandra Paul / Mitchell Islam        | DNF         | 8  | 45,75 | DNF | DNF   |